# Hứa Võ công
Hứa Võ công (chữ Hán: 许武公; bính âm: Xǔ Wǔ gōng) trở thành hậu bối của Hứa Văn Thúc, là hoàng tử thứ 7 của nước Hứa nước chư hầu thuộc nhà Tây Châu. Thời gian tại vị không rõ.

## Ghi chép
Các cuốn sử thư đều không ghi lại, chỉ thấy trong Tư Trị Thông Giám Ngoại Ký. Mùa thu tháng 7 năm thứ 8 (Hoàn vương), nước Tề, Trịnh, Lỗ trinh phạt nước Hứa. Nhâm ngọ, di chuyển vào nước Hứa, Hứa Trang công thua chạy để bảo vệ tánh mạng. Trịnh Trang công tôn em trai của Hứa Trang công là Hứa Thúc ở tại Hứa Đông Thiên. Nước Hứa, họ Khương, cùng với Tề Đồng tổ, Chu Võ vương phong Văn Thúc ở nước Hứa. Lấy Phụng Thái Nhạc mà thờ phụng. Hậu bối của Văn Thúc kêu là Đức Nam, kêu là Bá Phong, kêu là Hiếu Nam, kêu là Tĩnh Nam, kêu là Khang Nam, kêu là Võ Công, kêu là Văn Công Hưng phụ, kêu là Trang Công phất. Đời sau của Trang tông là Hoàn Công trịnh, cũng có lẽ là Hứa Thúc Dã.